# Frank Bunker Gilbreth Jr.
Frank Bunker Gilbreth Jr. (* 17. März 1911 in Plainfield, New Jersey; † 18. Februar 2001 in Charleston, South Carolina) war ein US-amerikanischer Journalist und Schriftsteller. Er war neben seiner Schwester Ernestine Gilbreth Carey der zweite Autor von Im Dutzend Billiger (Cheaper by the Dozen) und dessen Fortsetzung Aus Kindern werden Leute (Belles on Their Toes).
Außerdem schrieb er Time Out for Happiness und Ancestors of the Dozen.

## Leben
Er wurde in Plainfield, New Jersey als fünftes Kind (und erster Sohn) der zwölf Kinder der Zeit- und Bewegungsmanagementpioniere Frank Gilbreth, Sr. und Lillian Moller Gilbreth geboren und wuchs im familieneigenen Anwesen in Montclair, New Jersey auf. Frank Bunker Gilbreth Jr. war ein Journalist, dessen Erinnerungen an sein Leben mit seinem Vater Im Dutzend billiger (Cheaper by the Dozen) 1948 zum Bestseller wurden. 1950 kam ein erfolgreicher Kinofilm mit demselben Titel heraus, von dem 2003 ein Remake unter dem gleichen Titel herausgebracht wurde.

## Berufsleben
Im Dutzend billiger wurde zweimal erfolgreich verfilmt und war zum großen Teil autobiografisch. Er schrieb auch über sein eigenes Leben als Vater und den Babyboom nach dem Zweiten Weltkrieg. Auch über Mitglieder seiner Familie schrieb er oft. In seinen späteren Jahren zog er nach Charleston in South Carolina um, wo er weiterhin als Journalist, Schriftsteller und Zeitungsverantwortlicher arbeitete. Unter seinem Pseudonym Ashley Cooper schrieb er eine langlaufende Kolumne für den Charleston Post Courier, die bis 1993 veröffentlicht wurde.

## Privatleben
Gilbreth war zweimal verheiratet: zuerst mit Elizabeth Cauthen bis zu deren Tod im Jahr 1954 und dann von 1955 bis 2001 mit Mary Pringle Manigault. Er hatte drei Kinder, eines aus erster Ehe, Elizabeth G. Cantler, die sich als Herausgeberin von The Post and Courier zur Ruhe gesetzt hat, und zwei aus zweiter Ehe (Edward M. Gilbreth und Rebecca G. Herres).
Gilbreth starb an einem Sonntag in Charleston, South Carolina, wo er die letzten fünfzig Jahre seines Lebens verbracht hatte, im Alter von 89 Jahren. Gilbreth besaß auch ein Haus in Nantucket in Massachusetts.

## Werke
- Im Dutzend billiger (Cheaper by the Dozen, 1948, ISBN 0-06-008460-X), mit Ernestine Gilbreth Carey
- Heitere Lebensbeichte (I'm a Lucky Guy, 1951)
- Aus Kindern werden Leute (Belles on Their Toes, 1952, ISBN 0-553-25605-X) mit Ernestine Gilbreth Carey
- Held’s Angels, mit John Held (Illustrator), 1952
- Innside Nantucket, 1954
- Was für eine Frau (Time Out for Happiness, 1971, ISBN 0-690-82517-X)